# Visoki komisariat Združenih narodov za begunce

Urad visokega komisarja Združenih narodov za begunce (UNHCR), znan tudi kot Agencija ZN za begunce, je organ Organizacije združenih narodov, pooblaščen za zaščito in podporo beguncem, ki ukrepa na prošnjo posameznih držav ali zahtevo samih Združenih narodov. Urad pomaga pri njihovi prostovoljni vrnitvi, lokalnemu povezovanju ob preselitvi ali naselitvi v tretjo državo. Sedež urada je v Ženevi, Švica. UNHCR je bil do sedaj za svoje delovanje nagrajen z dvema Nobelovima nagradama za mir v letih 1954 in 1981.
Visoki komisar urada je kot vodja organizacije odgovoren za usmerjanje in nadzorovanje njenega delovanja. Le ta usmerja delo UNHCR s pomočjo svojega namestnika in pomočnikov za zaščito in izvajanje programov pomoči. Vsako leto poroča Generalni skupščini ZN ter Ekonomskemu in socialnemu svetu OZN (ECOSOC) o delovni uspešnosti organizacije.

## Zgodovina
Mandat organizacije je določen s statutom UNHCR iz leta 1950. Prvotno je bila organizacija UNHCR ustanovljena z mandatom treh let, da bi pomagala razseljenim osebam ob koncu druge svetovne vojne. Oprla se je tako na delo Društva narodov in njenega Mednarodnega urada za begunce kot na prvo povojno rešitev, Mednarodno organizacijo za begunce. Ker begunstvo po vojni ni izginilo, temveč se je z leti pokazalo kot obstojen pojav, je bila agencija primorana podaljševati svoj mandat vsakih nekaj let. Leta 2003 pa je Generalna skupščina OZN podaljšala mandat UNHCR za nedoločen čas, oziroma do takrat, »ko bo problem begunstva dokončno rešen«. Še posebej v obdobju po drugi svetovni vojni so Združeni narodi takšne posege reševali s posebno inštitucijo ZN za razbremenitev prebivalstva.
V poznih štiridesetih letih dvajsetega stoletja so se Združeni narodi odločili, da je potreben organ za spremljanje globalnih begunskih vprašanj. Kljub številnim ugovorom v Generalni skupščini, je bil z Resolucijo 319 (IV) decembra 1949 ustanovljen Visoki komisar Združenih narodov za begunce kot podrejen organ Generalni skupščini. Prvotno je bilo mišljeno, da bo organizacija delovala le tri leta od januarja 1951, saj članice niso odobravale stalnega telesa ZN za takšne namene.
Mandat UNHCR je bil prvotno določen v njegovem statutu, ki je priložen resoluciji 428 (V) Generalne skupščine Združenih narodov iz leta 1950. Ta mandat je bil kasneje razširjen s številnimi resolucijami Generalne skupščine in ECOSOC. Po podatkih UNHCR je
[njegov] mandat nuditi, na nepolitični in humanitarni osnovi, mednarodno zaščito beguncem in iskati trajne rešitve zanje.
Kmalu po podpisu Konvencije o statusu beguncev (1951), je postalo jasno, da problem beguncev ni omejen na Evropo. Prav tako pojav begunstva po vojni ni izginil. Leta 1956 se je UNHCR srečal s prvim večjim izzivom množičnega bega beguncev iz Madžarske ob sovjetskem zatrtju madžarske revolucije. Prav kmalu zatem so sledili pojavi kitajskih beguncev iz Hong Konga in ubežnikov z Alžirije. Vsa pričakovanja, da UNHCR-ja v prihodnosti ne bi več potrebovali, so se razblinila.
Z leti se je izkazalo, da je razseljenost obstojen pojav, ki ga je moč zaslediti po vsem svetu. Dekolonizacija Afrike v šestdesetih letih dvajsetega stoletja je povzročila prvo večjo begunsko krizo na afriškem kontinentu, ki je zahtevala posredovanje UNHCR. V sedemdesetih in osemdesetih letih 20. stoletja je UNHCR pomagal več tisoč razseljenim v Aziji in Južni Ameriki. Konec 20. stoletja je prinesel novo begunsko krizo v Afriki in nove begunske tokove v Evropi, ki so bili posledica vojn na Balkanu.
V začetku 21. stoletja je organizacija UNHCR pomagala pri reševanju velikih begunskih kriz v afriških državah, na primer v Demokratični republiki Kongo in Somaliji, ter v Aziji - predvsem pri reševanju tridesetletne begunske krize v Afganistanu. Sočasno je organizacija uporabila svoje strokovno znanje za pomoč notranje razseljenim osebam, torej osebam, ki so bežale pred nasiljem znotraj domovine, torej jih je preselila ali izgnala iz domovanja grožnja, konflikt ali načrtna državna dejavnost. Agencija je pomagala tudi pri reševanju problemov oseb brez državljanstva – nekaj milijonov povečini spregledanih oseb, ki so se znašle v nevarnosti, da jim bodo kratene osnovne človekove pravice, ker nimajo državljanstva. V nekaterih predelih sveta, na primer v Afriki in Južni Ameriki, je bil prvotni mandat UNHCR iz leta 1951 nadgrajen s sporazumi, ki so se nanašali na instrumente pravne zaščite v regiji.
Leta 1954 je Agencija ZN za begunce prejela Nobelovo nagrado za mir, kot priznanje za izjemen prispevek k izboljšanju položaja beguncev v Evropi. Četrt stoletja kasneje, leta 1981, je agencija še drugič prejela to nagrado, saj je postala najdejavnejša organizacija pri reševanju begunskih kriz po vsem svetu. Nagrada je bila podeljena ob prepoznavanju političnih pritiskov, s katerimi se je organizacija soočala.

## Funkcija
Agencija ima nalogo voditi in koordinirati mednarodne ukrepe za zaščito beguncev in reševati probleme beguncev po vsem svetu. Njen glavni namen je varovati pravice in dobro počutje beguncev. Prizadeva si zagotoviti, da si vsakdo lahko uveljavi pravico do azila in najde varno zatočišče v drugi državi, se poveže z lokalno skupnostjo in naseli v tretji državi, z možnostjo prostovoljne vrnitve domov.
UNHCR je mandat postopno razširil na varovanje in zagotavljanje humanitarne pomoči na vse osebe, za katere bi organizacija skrbela, torej tudi za migrante znotraj države, ki imajo status begunca po Konvenciji o statusu begunca (gre za osebe, ki bežijo od doma, a so še v lastni državi). UNHCR ima trenutno pomembne misije v Libanonu, Južnem Sudanu, Čadu/Darfurju, Demokratični republiki Kongo, Iraku, Afganistanu in Keniji. Tako nudi skrb za begunce v taboriščih, pa tudi pomoči potrebne prebivalcih v mestnih okoljih.
Za dosego zastavljenih nalog UNHCR organizira aktivnosti tako v državah, od koder prihajajo donatorji, kot v kriznih območjih. Tako so organizirane okrogle mize, ki pojasnjujejo takšne težave javnosti.

### Nagrade
Od leta 1954 UNHCR podeljuje Nagrado Nansen za begunce, ki je podeljena za prepoznanje izredne storilnosti v primeru oseb brez državljanstva, beguncev ali razseljenih ljudi. Vsako leto jo podelijo osebi ali organizaciji, ki se je izkazala na tem področju.
Poleg dveh Nobelovih nagrad za mir je UNHCR prejel nagrado Indire Gandhi za mir, razorožitev in razvoj (2015).

## Osebe v pristojnosti UNHCR
Poročilo junija 2015 poroča o številu brez primere 57.959.702 posameznikov, ki jih mora oskrbeti urad (leta 2007 jih je bilo 21.018.589). Nenadno povečanje je bilo predvsem posledica Sirske državljanske vojne in izbruhov oborožene krize ali poslabšanja razmer v obstoječih kriznih državah, kot so Afganistan, Burundi, Demokratična republika Kongo, Mali, Somalija, Južni Sudan in Ukrajina, ki prispevajo k prevladujočim trendom."
Osebe, ki sodijo v delokrog UNHCR, so begunci in prosilci za azil, ljudje, ki živijo v pogojih podobnim begunstvu, notranje razseljene osebe, osebe brez državljanstva in »druge osebe, ki zadevajo UNHCR«. 
- 16.796.426 na Bližnjem Vzhodu in v Severni Afriki, od tega
  - 2.941.121 beguncev
  - 64.166 ljudi v begunstvu podobnih situacijah
  - 109.847 nerešenih prošenj za azil
  - 374.309 ljudi brez državljanstva (»oseb, ki ne štejejo kot državljani katerekoli države«)
  - 13.297.101 notranje razseljenih ljudi ali ljudi v podobnim situacijah, ki jim pomaga UNHCR
- 9.694.535 v Aziji in Pacifiku, od tega
  - 3.506.644 beguncev
  - 278.350 ljudi v begunstvu podobnih situacijah
  - 133.894 nerešenih prošenj za azil
  - 1.801.802 ljudi brez državljanstva (»oseb, ki ne štejejo kot državljani katerekoli države«)
  - 2.965.211 notranje razseljenih ljudi ali ljudi v podobnim situacijah, ki jim pomaga UNHCR
- 8.451.275 v Vzhodu in Afriškem rogu, od tega
  - 2.713.748 beguncev
  - 33.553 ljudi v begunstvu podobnih situacijah
  - 108.016 nerešenih prošenj za azil
  - 233.726 ljudi brez državljanstva (»oseb, ki ne štejejo kot državljani katerekoli države«)
  - 5.119.463 notranje razseljenih ljudi ali ljudi v podobnim situacijah, ki jim pomaga UNHCR
- 7.726.594 v Ameriki, od tega
  - 501.049 beguncev
  - 251.888 ljudi v begunstvu podobnih situacijah
  - 276.394 nerešenih prošenj za azil
  - 136.413 ljudi brez državljanstva (»oseb, ki ne štejejo kot državljani katerekoli države«)
  - 6.520.270 notranje razseljenih ljudi ali ljudi v podobnim situacijah, ki jim pomaga UNHCR
- 7.585.581 v Evropi, od tega
  - 3.506.644 beguncev
  - 14.261 ljudi v begunstvu podobnih situacijah
  - 827.374 nerešenih prošenj za azil
  - 610.532 ljudi brez državljanstva (»oseb, ki ne štejejo kot državljani katerekoli države«)
  - 2.574.886 notranje razseljenih ljudi ali ljudi v podobnim situacijah, ki jim pomaga UNHCR
- 3.580.181 v Srednji Afriki-Velika Jezera, od tega
  - 865.112 beguncev
  - 13.741 ljudi v begunstvu podobnih situacijah
  - 18.623 nerešenih prošenj za azil
  - 1.302 ljudi brez državljanstva (»oseb, ki ne štejejo kot državljani katerekoli države«)
  - 2.021.269 notranje razseljenih ljudi ali ljudi v podobnim situacijah, ki jim pomaga UNHCR
- 2.754.893 v Zahodni Afriki, od tega
  - 258.893 beguncev
  - 9.298 nerešenih prošenj za azil
  - 700.116 ljudi brez državljanstva (»oseb, ki ne štejejo kot državljani katerekoli države«)
  - 1.549.516 notranje razseljenih ljudi ali ljudi v podobnim situacijah, ki jim pomaga UNHCR
- 1.370.217 v Južni Afriki, od tega
  - 179.837 beguncev
  - 860.500 nerešenih prošenj za azil
  - 300.000 ljudi brez državljanstva (»oseb, ki ne štejejo kot državljani katerekoli države«)

## Osebje
UNHCR je leta 2008 zaposloval 6351 ljudi iz 117 držav. Organizacija UNHCR je v več kot šestdesetih letih delovanja pomagala milijonom ljudi ustvariti novo življenje. Danes približno 7680 zaposlenih v več kot 125 državah nadaljuje z zagotavljanjem pomoči 33,9 milijonom ljudi po vsem svetu. 

### Visoki komisarji
| Št. | Komisar                        | Država      | obdobje                                        |
| --- | ------------------------------ | ----------- | ---------------------------------------------- |
| 12  | Filippo Grandi                 | Italija     | od 2016                                        |
| 11  | António Guterres               | Portugalska | 2005–2015                                      |
| 10  | Wendy Chamberlin               | ZDA         | feb–jun 2005 (namestnik)                       |
| 9   | Ruud Lubbers                   | Nizozemska  | 2001–2005 (odstopil zaradi notranje preiskave) |
| 8   | Sadako Ogata                   | Japonska    | 1990–2000                                      |
| 7   | Thorvald Stoltenberg           | Norveška    | jan–nov 1990                                   |
| 6   | Jean-Pierre Hocké              | Švica       | 1986–1989                                      |
| 5   | Poul Hartling                  | Danska      | 1978–1985                                      |
| 4   | Sadruddin Aga Khan             | Iran        | 1965–1977                                      |
| 3   | Félix Schnyder                 | Švica       | 1960–1965                                      |
| 2   | Auguste R. Lindt               | Švica       | 1956–1960                                      |
| 1   | Gerrit Jan van Heuven Goedhart | Nizozemska  | 1951–1956                                      |
| x   | Fridtjof Nansen                | Norveška    | 1922–1927 Visoki komisar Društva narodov       |

Pred ustanovitvijo UNHCR je Fridtjof Nansen zastopal Društvo narodov kot Visoki komisar Nansenovega mednarodnega urada za begunce od leta 1922.